# 피터 해밀턴 레이븐
피터 해밀턴 레이븐(영어: Peter Hamilton Raven, 1936년 6월 13일 ~)은 미국의 식물학자이며, 환경학자이다. 미주리 식물원(the Missouri Botanical Garden)의 원장으로 알려져있다.
레이븐은 1936년 6월 13일, 그의 미국인 부모님이 중국에 거주하고 있을 때 태어났다. 레이븐 아버지의 삼촌은 한 때 중국에서 가장 돈이 많았던 미국인이었지만, 금융스캔들과 연관이 되어 터져 감옥에 가게되었고, 이 사건과, 일본의 중국간섭과 침략이 잦아져 1930년대 말 레이븐 가족은 샌프란시스코로 돌아오게 된다.
그는 미국으로 돌아와 캘리포니아 과학 아카데미(California Academy of Sciences)에서 공부하였고, 후에 1957년 캘리포니아 대학교 버클리에서 학사학위(Bachelor of Science, BS)를 받고,1960년 캘리포니아 대학교 로스앤젤레스에서 식물학 박사학위(Ph.D)를 받는다.
후에 스탠퍼드 대학교에서 가르치는 일을 하다가, 1971년부터 미주리 식물원으로 가서 원장직을 맡는다. (2009년까지 원장직을 맡고 있고, 2011년 그의 75번째 생일과 40번째 식물원 개원식과 동시에 은퇴를 생각하고 있다고 밝혔다)그는 워싱턴 대학교 세인트루이스의 식물학과 종신교수 이기도 하다.
레이븐이 지금의 지위에 있게해준, 가장 유명하고 중요한 연구발표는 1964년 폴 R.에이를리히와 공동 집필했던 논문인 곤충과 식물의 공진화(共進化)이다. 이 논문은 과학저널인 《에볼루션》(Evolution)에서 발표되었다. 이 외에 바늘꽃과에 관련된 많은 과학관련 논문과 연구발표를 하였으며, 그가 위스콘신 대학교 매디슨의 래이 F. 에버트(Ray F. Evert), 수잔 E. 아이히혼(Susan E. Eichhorn)와 함께 저술한 《식물 생물학》(Biology of Plants)교과서는 현재 7번째 수정판이 출판중이며, 현재 전 세계적으로 널리 사용되고 있다.
그는 생물다양성과 종보존관련된 발언을 종종 하고 있으며, 현재 앤드루 잔톤(Andrew Szanton)의 도움으로 그의
회고록이 집필되고 있다.
미국 식물분류학자 협회(American Society of Plant Taxonomists)는 2000년에 피터레이븐 상을 만들어 식물분류학과 그 외의 업적을 이룬 사람을 선정하여 수상하고 있다.

## 참조, 외부 링크
- (영어) 미주리 식물원의 레이븐 페이지
- (영어) 워싱턴 대학교의 레이븐 페이지
- (영어) 내셔널지오그래피, 피터레이븐 전기
- (영어) 피터레이븐 관련 이야기, 타임지
- (영어) Sullivan, R. & J. Eaton. Peter Raven's botanical roots come from S.F. San Francisco Chronicle August 20, 2008.
- (영어) 코스모스 국제상